# Where the Heart Is (phim 2000)
 Where the Heart Is là một bộ phim lãng mạn do Matt Williams đạo diễn và sản xuất bởi Susan Cartsonis, David McFadzean, Patricia Whitcher và Matt Williams. Bộ phim có 2 ngôi sao Natalie Portman và Ashley Judd. Kịch bản được viết bởi Lowell Ganz, dựa trên tiểu thuyết bán chạy Where the Heart Is của Billie Letts.
Bộ phim kể về Novalee Nation, một cô gái mang thai 17 tuổi, từ bang Tennessee, người đã bỏ trốn tới California với bạn trai của cô. Khi họ dừng lại ở Oklahoma, bạn trai của cô từ bỏ cô. Kể từ khi Novalee chỉ có vài đô la, cô lặng lẽ vào làm một cửa hàng Wal-Mart. Cô sinh con một mình, thu hút sự chú ý của truyền thông, và cô lập một cuộc sống mới với sự giúp đỡ của những người bạn mới. Bộ phim được phát hành bởi 20th Century Fox ngày 28 tháng tư, 2000. Nó được quay tại Waco, Texas.

## Vai diễn trong phim
| Diễn viên            | Vai                     |
| -------------------- | ----------------------- |
| Natalie Portman      | Novalee Nation          |
| Ashley Judd          | Lexie Coop              |
| Stockard Channing    | Thelma 'Sister' Husband |
| Joan Cusack          | Ruth Meyers             |
| James Frain          | Forney Hull             |
| Dylan Bruno          | Willy Jack Pickens      |
| Keith David          | Moses Whitecotten       |
| Sally Field          | Mama Lil                |
| Margaret Hoard       | Mary Elizabeth Hull     |
| Mackenzie Fitzgerald | Americus Nation         |
| Ray Prewitt          | Tim                     |
| Cody Linley          | Brownie Coop            |

## Đánh giá
Natalie Portman nhận được rất nhiều lời khen cho vai Novalee Nation, như từ nhà phê bình Roger Ebert, rằng "Portman là một diễn viên thực thụ"..
Bộ phim được công chiếu trên toàn nước Mĩ vào ngày 8/4/2000. Where the Heart Is đạt $8,292,939 vào tuần lễ đầu tiên,xếp hạng #4.
Bộ phim đạt $33,772,838 tại Mĩ, gấp 2 lần kinh phí làm phim. Tổng doanh thu toàn thế giới là $40,863,718.